# Рубикс, Альфред Петрович
Альфре́д Петрович Ру́бикс (латыш. Alfrēds Rubiks; род. 24 сентября 1935, Даугавпилс) — советский и латвийский политик и общественный деятель, заслуженный работник промышленности Латвийской ССР (1985). Член Политбюро ЦК КПСС и первый секретарь ЦК Коммунистической партии Латвии (1990—1991). Председатель Социалистической партии Латвии (1999—2015), депутат Европарламента (2009—2014). Член Международной академии информатизации.

## Биография
Альфред Рубикс родился 24 сентября 1935 года в Даугавпилсе.
В 1954—1957 годах проходил службу в Советской Армии.
С 1957 по 1961 год работал инженером-технологом Рижского электромашиностроительного завода.
В 1958 году вступил в КПСС.
В 1963 году окончил Механический факультет Рижского политехнического института по специальности инженер-механик.
В 1962—1968 годах работал вторым секретарём Рижского городского комитета ЛКСМ Латвии, в 1969—1978 — заместителем заведующего отделом ЦК КПЛ, в 1976—1982 — первым секретарём Ленинградского районного комитета КПЛ г. Риги, был членом районного исполкома.
В 1980 году окончил Ленинградскую высшую партийную школу.
С 1980 по май 1990 года Рубикс был депутатом Верховного Совета Латвийской ССР 10—12 созывов.
В 1982—1984 годах занимал пост министра местной промышленности Латвийской ССР.
С 1984 по 1990 год был председателем горисполкома Риги.
С 7 апреля 1990 до запрета партии 10 сентября 1991 года работал первым секретарём ЦК КПЛ.
С 1990 по 1991 был членом Политбюро ЦК КПСС.
В августе 1991 года Альфред Рубикс являлся председателем Вселатвийского комитета спасения. 23 августа был арестован и обвинён в организации государственного переворота.
В декабре 1991 года Рубикс вошёл в число подписавших обращение к Президенту СССР и Верховному Совету СССР с предложением о созыве чрезвычайного Съезда народных депутатов СССР.
В июле 1992 года голосованием депутатов Альфред Рубикс был исключён из состава Верховного Совета Латвии.
В 1993—1995 годах был депутатом Пятого Сейма Латвии (после осуждения депутатский мандат был аннулирован).
В 1995 году был приговорён к 8 годам лишения свободы за попытку государственного переворота.
В 1996 — выдвигался в президенты Латвии, получил поддержку 5 депутатов Сейма. В декабре 1996 и июне 1997 года Госдума России приняла два заявления по делу Рубикса.
В 1997 году Рубикс был досрочно освобождён, отбыв в заключении 6 лет.
С 1999 по 2015 год являлся председателем Социалистической партии Латвии и одновременно (до 2003) сопредседателем объединения политических партий «За права человека в единой Латвии».
В 2003—2006 годах возглавлял Объединённую редакцию ежемесячных газет «Latvijas Sociālists» и «Социалист Латвии».
С 2005 года входил в правление объединения политических партий «Центр согласия».
С июня 2009 по 2014 год был депутатом Европейского парламента от Объединения «Центр согласия».
Входил в редакционно-издательский совет международного теоретического и общественно-политического журнала «Марксизм и современность».

## Вклад в развитие Риги
Когда Рубикс возглавил исполком городского совета народных депутатов Риги, самой острой проблемой латвийской столицы была жилищная. Жилой фонд объёмом 14.7 млн м² (270,8 тыс. квартир) был изношен на 35,3 % при среднем показателе по городам СССР 17 %. В аварийных квартирах проживало почти 14 тыс. семей, в коммуналках — 40 тыс. семей.
Не хватало мест в поликлиниках и больницах, в очереди на место в детском саду стояло 22 тысячи детей.
Для решения этих проблем вместе с Госпланом Латвийской ССР была разработана комплексная программа «Жилище-2000», которая предусматривала построить:
- 7 млн м² жилья (470 тыс. м² в год);
- детские дошкольные учреждения на 14 600 мест, обязательно с бассейнами;
- больницы на 4300 коек;
- поликлиники на 9100 посещений в смену;
- торговые площади объёмом 70 тыс. м²;
- объекты общепита на 26700 мест;
- гостиницы на 2700 мест;
- кинотеатры на 6000 мест.

В 1984 году был сдан в эксплуатацию современный Республиканский онкологический диспансер на 470 мест в больничном комплексе «Гайльэзерс», в котором было создано 8 клинических отделений, отделение реанимации, операционный блок, кабинет функциональной диагностики, организационно-методический кабинет, клиническая и межрайонная цитологические лаборатории, консультационная поликлиника. С 1986 года диспансер стал клинической базой Латвийского НИИ экспериментальной и клинической медицины.
С 1984 года в Риге была начата всеобщая диспансеризация населения с обработкой данных на ЭВМ «Искра-1256». В городе были построены поликлиника на 1100 посещений в смену в жилмассиве Плявниеки, две подстанции скорой медицинской помощи и филиалы 2-й, 4-й и 7-й детских поликлиник, а также 7-й городской поликлиники. Развивались медико-санитарные части и ведомственные поликлиники и стационары на предприятиях города: новыми помещениями обзавелись медсанчасти производственных объединений «Радиотехника» и «Коммутатор», была реконструирована и вдвое увеличена медсанчасть производственного объединения «Альфа», в медсанчасти ПО ВЭФ закончен капитальный ремонт 1-го терапевтического отделения стационара, поликлиники и аптеки, запланировано строительство нового стационара на 300 коек. Ежегодно в медицину города приходило 50—60 дипломированных врачей и 350—400 выпускников медицинских училищ.
Инфраструктура Риги в Одиннадцатую пятилетку была дополнена двумя новыми путепроводами через железную дорогу: к микрорайону Иманта на улице Юрмалас гатве, в том числе с новой трамвайной линией (1984) и к микрорайону Пурвциемс — Ошкалнским мостом, длиной 603 м и шириной 35 м.
К строительству жилья в Риге были привлечены предприятия, которым выделялись площадки для строительства хозяйственным способом (то есть за счет средств самих предприятий для обеспечения квартирами их работников), начало развиваться движение МЖК. В 1987 году в Риге работало три отряда МЖК, силами которых за год было освоено 750 тыс. рублей. Внедрялись прогрессивные серии изготавливаемых промышленно сборных жилых домов.
В 1986 году ввод нового жилья в Риге достиг 391 тыс. м². В Рижском тресте крупнопанельного домостроения были освоены новые серии домов — 602-я, 104-я, 119-я, позволившие повысить этажность до 9—12 и даже 16 этажей.
Было завершено строительство очистных сооружений и нового водозабора на Даугаве. В XI пятилетке (1981—1985) в Риге было построено 127 км водопроводных и канализационных сетей.
Поскольку население Риги приближалось к миллиону человек, началось проектирование метро, порученное институту «Ленметропроект». К 1988 году было пробурено около 200 разведочных скважин по будущей трассе, к 1989 году утверждены рабочие проекты первого пускового комплекса. Движение метро планировалось начать в 2000—2002 годах. Финансироваться метро должно было за счёт средств союзного бюджета, смета строительства первой очереди (Засулаукс — Агенскалнс — Даугава (бульвар Узварас) — Привокзальная площадь — Дружба (ул. Кирова) — Видземский рынок — Ошкалны — ВЭФ) протяженностью 8,3 км была определена в 250 млн рублей, республика должна была выделить только 10—12 млн на строительство депо, 2,5 млн на инженерный корпус и 4—5 млн рублей на перекладку коммуникаций.

## Семья
В 1958 году женился на своей супруге Тамаре Рубике (ум. 2011), имеет двух сыновей — Артура и Раймонда. Оба неоднократно избирались в Сейм Латвии по списку объединения «Центр согласия» и Социал-демократической партии «Согласие». В 2011 году он овдовел. Летом 2017 года женился во второй раз на своей нынешней супруге Елене.

## Книги
- «Голосовали цветами» (Рассказ политзаключённого-кандидата в президенты Латвии) — Рига, 1997 (в 1999 г. издано в Москве «Информпечатью» под названием «Отечество — боль моя»).
- «Требую признать невиновным» — Москва: Международные отношения, 2001. ISBN 5-7133-1081-7
- «From Political Prisoner to European Parliament Member» 2012 (обновлённая версия книги «Требую признать невиновным»[20])

## Рубикс в литературе
Альфреду Рубиксу посвятил свои стихотворения "Полит. заключённый", "Настоящий латыш" и "Альфред Рубикс" поэт Садовский С.И.